# NGC 4392
NGC 4392 (również PGC 40499) – galaktyka soczewkowata (S0^-), znajdująca się w gwiazdozbiorze Psów Gończych. Odkrył ją William Herschel 27 kwietnia 1788 roku. Galaktykę tę otaczają duże ilości wyrzuconej w przestrzeń międzygalaktyczną materii, co zapewne jest efektem zderzenia z niewielką galaktyką widoczną w pobliżu jej jądra.